# Светлое (озеро, Медвежьегорский район)
Светлое — озеро на территории Чёлмужского сельского поселения Медвежьегорского района Республики Карелии.

## Общие сведения
Площадь озера — 1,2 км². Располагается на высоте 174 метров над уровнем моря.
Форма озера лопастная, немного вытянутая с северо-запада на юго-восток. Берега каменисто-песчаные, местами заболоченные.
Из северо-западной оконечности озера вытекает ручей Чёрный, втекающий в реку Мандрику, которая, в свою очередь, через 0,4 км впадает в реку Выг.
В озере расположено не менее трёх безымянных островов различной площади.
Рыбы: единственный представитель ихтиофауны — окунь.
К озеру подходят лесные дороги.
Код объекта в государственном водном реестре — 02020001211102000006835.